# مارتين سميتس
مارتين سميتس (بالهولندية: Martine Smeets) مواليد 5 مايو 1990 في أوفرايسل، هولندا، هي لاعبة كرة يد هولندية تلعب كجناح أيسر. مثلت منتخب هولندا لكرة اليد للسيدات. شاركت في دورة الألعاب الأولمبية الصيفية سنة 2016. حققت المركز الثاني في بطولة العالم لكرة اليد للسيدات 2015.

## سجل المنافسة
شاركت في البطولات التالية:
- الألعاب الأولمبية الصيفية 2016
- بطولة العالم لكرة اليد للسيدات 2013
- بطولة العالم لكرة اليد للسيدات 2015
- بطولة أوروبا لكرة اليد للسيدات 2014

## الميداليات
| الميدالية | المسابقة                            |
| --------- | ----------------------------------- |
| فضية      | بطولة العالم لكرة اليد للسيدات 2015 |

## روابط خارجية
- مارتين سميتس على موقع الاتحاد الأوروبي لكرة اليد (الإنجليزية)
- مارتين سميتس على موقع اللجنة الأولمبية الدولية (الإنجليزية)
- مارتين سميتس على موقع أوليمبيديا (الإنجليزية)
- مارتين سميتس على موقع تيم أن.أل (الهولندية)